# 拉马特沙龙
拉馬特沙龍是以色列特拉维夫区的一座沿海城市，人口约5.3万（2006年）。

## 城市名稱
希伯萊語為，阿拉伯語為，英語為「[Ramat HaSharon] 错误：{{Lang}}：無法辨識代碼 cn（帮助）」。
華語方面，臺灣、香港為，大陸為。